# TAG ME
「TAG ME」（タグ・ミー）は、日本の男性アイドルグループ『INI』の5枚目のシングル。2023年10月11日にLAPONEエンタテインメントより発売。

## 概要
本作のキャッチコピーは「"TAG My Favorite" 僕の好きなものを教えてあげる。」である。
リード曲「HANA_花（ハナ・はな)」は2023年10月9日にサブスクリプションサービスにおいて先行配信を開始した。同日にはTBS系の音楽番組『CDTVライブ!ライブ!』で地上波初披露、さらにミュージック・ビデオを公開。

## 収録曲

### CD（全盤共通）
1. HANA_花  (03:23)
作詞：MirrorBOY(220VOLT)・D.ham(220VOLT)・Hanmiru Mun(220VOLT)・Toru Ishikawa・HASEGAWA
作曲：MirrorBOY(220VOLT)・D.ham(220VOLT)・Hanmiru Mun(220VOLT)
編曲：MirrorBOY(220VOLT)・D.ham(220VOLT)・Hanmiru Mun(220VOLT)
振付：
Toru Ishikawaは『FANFARE』作詞を手がけている。
2. TAG (03:20)
作詞：TAJIMA SHOGO・HASEGAWA
作曲：coldcow(1by1)・Minyoung Lee(1by1)・Alawn, Benji Bae・Ronnie Icon・Kyler Niko・Ninos Hanna・William Segerdahl・Andreas Oberg
編曲：1by1
振付：
TAJIMA SHOGOはINIのメンバー・田島将吾。『How are you』『Runaway』作詞を手がけている。
Alawn、Benji Baeは『DROP』作曲を手がけている。
Ninos Hannaは『Dramatic』作曲を手がけている。
Andreas Obergは『SPECTRA』作曲を手がけている。
3. 10 THINGS (02:53)
作詞：TAJIMA SHOGO・IKEZAKI RIHITO・Kevin_D(D_answer)・Christian Fast・Didrik Thott
作曲：Kevin_D(D_answer)・Christian Fast・Ddank(D_answer)・Didrik Thott
編曲：Kevin_D(D_answer)・Ddank(D_answer)
振付：
IKEZAKI RIHITOはINIのメンバー・池﨑理人。『How are you』作詞を手がけている。
Kevin_D(D_answer)は『BAD BOYZ』作詞作曲を手がけている。
Christian Fastは『STRIDE』作曲を手がけている。
4. YOU IN (03:10)
作詞：FUJIMAKI KYOSUKE・Seo Jeong A
作曲：oiaisle・BYMORE
編曲：BYMORE
振付：
FUJIMAKI KYOSUKEはINIのメンバー・藤牧京介。『Let's Escape』作詞を手がけている。
oiaisle、BYMOREは『Do What You Like』作曲を手がけている。

### 初回限定盤A
DVD
1. #CHECK_MY_FAVORITE_1

### 初回限定盤B
DVD
1. #CHECK_MY_FAVORITE_2

## チャート成績
オリコンチャート
- オリコンデイリーシングルランキング（2024年10月10日、5月29日、5月30日・5月31日・6月1日付）で1位。デビューから8作連続で1位[7]。

| 日付             | 順位 | 推定売上枚数 | 出典   |
| ---------------- | ---- | ------------ | ------ |
| 2023年10月10日付 | 1位  | 218,539枚    | [ 8 ]  |
| 2023年10月11日付 | 1位  | 036,223枚    | [ 9 ]  |
| 2023年10月12日付 | 1位  | 014,979枚    | [ 10 ] |
| 2023年10月13日付 | 1位  | 013,909枚    | [ 11 ] |
| 2023年10月14日付 | 1位  | 011,560枚    | [ 12 ] |
| 2023年10月15日付 | 1位  | 011,276枚    | [ 13 ] |

- オリコン週間シングルランキング（2023年10月23日付）で1位。初週売上は30.6万枚。2021年11月15日付でのデビューシングル「A（Rocketeer／Brighter）」から5作連続、通算5作目のシングル1位。デビュー（1st）シングルから5作連続初週売上30万枚超えの男性アーティストはなにわ男子に続き史上5組目[1]。

| 日付             | 順位 | 推定売上枚数 | 出典         |
| ---------------- | ---- | ------------ | ------------ |
| 2023年10月23日付 | 01位 | 306,486枚    | [ 1 ] [ 14 ] |
| 2023年10月30日付 | 07位 | 05,889枚     | [ 15 ]       |
| 2023年11月06日付 | 26位 | 02,385枚     | [ 16 ]       |
| 2023年11月13日付 | 02位 | 016,250枚    | [ 17 ]       |
| 2023年11月20日付 | 31位 | 0,806枚      | [ 18 ]       |
| 2023年11月27日付 | 08位 | 05,930枚     | [ 19 ]       |
| 2023年12月04日付 | 09位 | 05,772枚     | [ 20 ]       |
| 2023年12月11日付 | 16位 | 01,598枚     | [ 21 ]       |

- オリコン週間デジタルシングル（単曲）ランキング（2024年6月10日付）で『Love seeker』が最高順位2位。

| 日付             | 順位 | 週間ダウンロード数 | 出典   |
| ---------------- | ---- | ------------------ | ------ |
| 2021年10月23日付 | 08位 | 5,883DL            | [ 22 ] |

- オリコン週間合算シングルランキング（2023年10月23日付）で1位[23]。CDで306,486PT、デジタルシングル（単曲）で2,508PT、デジタルシングル（バンドル）で3,920PT、ストリーミングで12,488PTを獲得。週間325,402PTで、自身通算5作目の週間30万PT超えも記録した。

Billboard JAPAN
- Billboard JAPAN ストリーミング・ソング・チャート[注 1]で「HANA_花」が最高77位。
- Billboard JAPAN 週間シングル・セールス・チャート[注 2]「Top Singles Sales」（2023年10月16日公開）で1位。初週売上枚数は458,698枚[24][2]。
- Billboard JAPANダウンロード・ソング・チャート“Download Songs”（集計期間：2023年10月9日～10月15日）では、リード曲『HANA_花』が9,623ダウンロード（DL）を売り上げて最高順位4位[4]。
- Billboard JAPAN 総合ソング・チャート「JAPAN HOT 100」で最高順位2位[3]。CDセールス1位、ダウンロード4位、動画再生26位。